# Mạc Tử Dung
Mạc Tử Dung (鄚子溶, ?-1780), là võ tướng trải hai triều chúa Nguyễn: Nguyễn Phúc Thuần và Nguyễn Phúc Ánh trong lịch sử Việt Nam.

## Thân thế và sự nghiệp
Mạc Tử Dung là người Hà Tiên, là con trai thứ năm của Đô đốc Mạc Thiên Tứ và Hiếu Túc Thái phu nhân (Nguyễn Hiếu Túc).
Sử liệu không cho biết gì về thời tuổi nhỏ ông. Mãi đến khi chúa Định vương Nguyễn Phúc Thuần dừng đóng ở Bến Nghé (thuộc Gia Định), vào tháng 2 năm Ất Mùi (1775), Mạc Thiên Tứ đem các con từ Trấn Giang (nay là vùng Cần Thơ), đến hành tại bái yết. Chúa khen và ủy lạo, gia thăng làm Đô đốc Quận công, cho con là Tử Dung làm Tham tướng Cai cơ, khiến điều về đạo Trấn Giang đóng giữ.
Kể từ khi được phong chức trên (1775) đến 1777, Mạc Tử Dung cùng với cha (Mạc Thiên Tứ) và các anh em khác là Mạc Tử Hoàng, Mạc Tử Thảng phò tá chúa Nguyễn Phúc Thuần, đóng giữ ở Trấn Giang và dốc sức phát triển vùng đất này.
Quyển Hà Tiên trấn Hiệp trấn Mạc thị gia phả (gọi tắt là Mạc thị gia phả) của Vũ Thế Dinh , kể:
Ông (Mạc Thiên Tứ) bảo quan Tham tướng (Mạc Tử Dung) chỉ huy binh sĩ vào đạo Đông Khẩu (Sa Đéc) tập hợp lính tráng ủng hộ vua, và kết hợp các đạo quân để đánh quân Tây Sơn. Địch thua phải rút lui. Tham tướng trở về Trấn Giang lập chướng ngại, chống giữ cửa thành. Rồi vào khoảng tháng Bảy năm Đinh Dậu (1777), ông (Mạc Thiên Tứ) phụng giá đưa vua (Định Vương Nguyễn Phúc Thuần) đi trước, giữ Tham tướng ở lại, vào đoạn sông hẹp (vùng đất Cần Thơ) đốn cây, chặt gỗ mà lấp bít đường nước..
Cũng vào năm ấy (1777), xa giá của Nguyễn Phúc Dương (tức Tân Chính Vương) bị quân Tây Sơn truy đuổi cũng chạy đến đây, nhưng vì binh lực của họ Mạc không cân sức, nên cuối cùng cả hai chúa Nguyễn (Nguyễn Phúc Thuần, Nguyễn Phúc Dương) đều bị bắt và bị giết chết.
Sách Hoàng Việt hưng long chí kể tiếp: 
Sau khi Nguyễn Huệ đã giành được toàn thắng, bèn sai người đi dò xét tông tích Thế Tổ (Nguyễn Phúc Ánh, cháu của Nguyễn Phúc Thuần, người được kế ngôi lúc mới 17 tuổi, khi cả hai chúa Nguyễn đều bị giết chết), lại sai người đến Kiên Giang chiêu dụ Mạc Thiên Tứ. Thiên Tứ không chịu theo, bèn lánh ra Phú Quốc. Ít lâu sau, vua nước Xiêm là Trịnh quốc Anh sai sứ đón Thiên Tứ (cùng các con) sang Xiêm. Tôn Thất Xuân từ Long Xuyên (Cà Mau) chạy thoát ra hải đảo, rồi theo Mạc Thiên Tứ sang Xiêm xin cứu viện..
Kể về cái chết của nhiều người họ Mạc, trong số đó có Mạc Tử Duyên, sách Gia Định thành thông chí chép:
Canh Tý, năm thứ 3 (1780)...mùa hạ tháng 6, sai Cai cơ là Sâm Đức hầu, Tĩnh Viễn hầu làm sứ thần sang nước Xiêm. Vừa gặp tàu buôn của vua Xiêm về báo rằng, tàu (Xiêm) từ Quảng Đông (Trung Quốc) về, qua phần biển Hà Tiên bị chủ tướng là Chưởng cơ Thăng Bình hầu cướp của giết người. Phi Nhã Tân (Taksin, tức Trịnh Quốc Anh) giận lây, bỏ sứ giả vào ngục. Rồi thì Bồ Ông Giao từ Cao Miên về Xiêm tố cáo rằng nó bắt được thư mật của Gia Định khiến Xuân Quận Công (Tôn Thất Xuân) và Tông Quận Công (Mạc Thiên Tứ) làm nội ứng mưu lấy thành Vọng Các. Vua Xiêm tin lời, ngày mồng 5 tháng 10 bắt giam tra hỏi, đều kêu oan không nhận. Tham tướng Mạc Tử Dung cố sức cải là bị oan. Phi Nhã Tân bèn đánh chết. Tông Quận Công tự tử. Ngày 24 tháng 10 năm Canh Tý (1780), Xuân Quận Công, sứ thần nước ta, cùng con cháu người nhà của Tông Quận Công, cộng 53 người đều bị giết chết. Phàm nhân dân Việt Nam ở đất ấy đều bị đày ra biên thùy xa.
Năm 1788, theo Mạc thị gia phả, thì Cai cơ Mạc Công Bính, đem hài cốt Mạc Thiên Tích, Mạc Tử Dung...về cải táng nơi khu mộ dòng họ Mạc, trên núi Bình San, Hà Tiên.

## Ngộ nhận

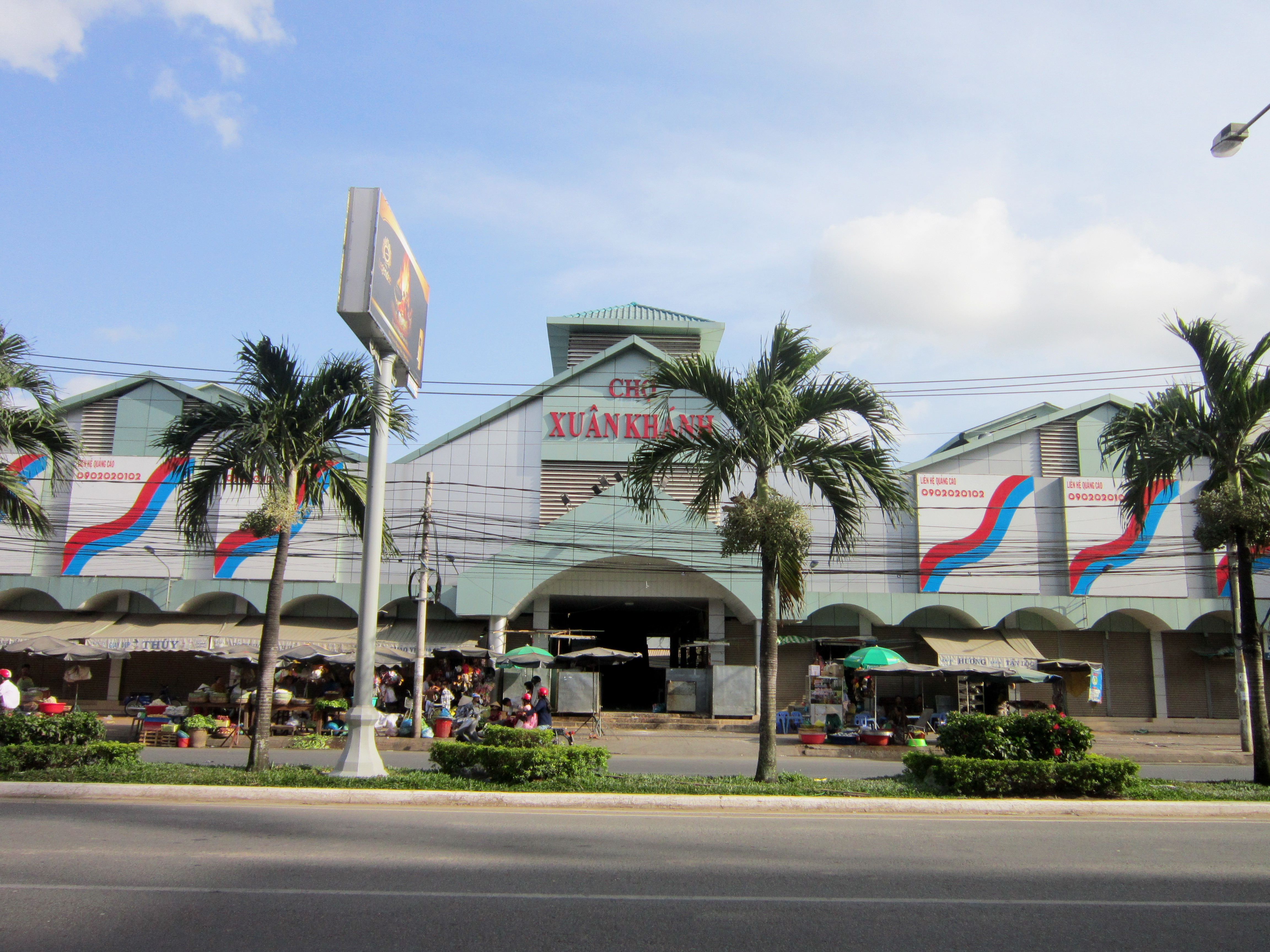
Chợ Xuân Khánh, tên cũ là chợ Tham Tướng

Họ Mạc có hai người làm Tham tướng, đó là Mạc Tử Dung và Mạc Tử Sanh.
Theo nhà nghiên cứu Trương Minh Đạt, thì không có ông nào mất ở Cần Thơ và những cái tên: cầu Tham Tướng, rạch Tham Tướng, chợ Tham Tướng (nay là chợ Xuân Khánh, thuộc phường Xuân Khánh, thành phố Cần Thơ), được đặt theo chức vụ của Mạc Tử Dung (Duyên). Vì theo Mạc thị gia phả, chính ông Duyên mới là người đã "lập chướng ngại chống giữ cửa thành...đốn cây chặt gỗ mà bít đường nước", và còn vì chỗ ấy, xưa là bản doanh của Tham tướng Duyên, chứ không phải của Mạc Tử Sanh như một số nguồn đã ghi .